# Myriozoella crustacea
Myriozoella crustacea is een mosdiertjessoort uit de familie van de Myriaporidae. De wetenschappelijke naam van de soort werd voor het eerst geldig gepubliceerd in 1868 door F. A. Smitt.